# Serie B 1998/1999
Soutěžní ročník Serie B 1998/99 byl 67. ročník druhé nejvyšší italské fotbalové ligy. Soutěž začala 6. září 1998 a skončila 13. června 1999. Účastnilo se jí 20 týmů, z toho se 12 kvalifikovalo z minulého ročníku, 4 ze Serie A a 4 ze třetí ligy. Nováčci ze třetí ligy jsou: Cosenza Calcio 1914, AC Cesena, US Cremonese, Ternana Calcio.

## Tabulka
| Poř. | Tým                  | Z  | V  | R  | P  | VG | OG | B  |
| ---- | -------------------- | -- | -- | -- | -- | -- | -- | -- |
| 1.   | Hellas Verona FC     | 38 | 18 | 12 | 8  | 60 | 38 | 66 |
| 2.   | Turín Calcio         | 38 | 19 | 8  | 11 | 58 | 36 | 65 |
| 3.   | US Lecce             | 38 | 18 | 10 | 10 | 47 | 39 | 64 |
| 4.   | Reggina Calcio       | 38 | 16 | 16 | 6  | 45 | 32 | 64 |
| 5.   | Pescara Calcio       | 38 | 18 | 9  | 11 | 50 | 42 | 63 |
| 6.   | Atalanta BC          | 38 | 14 | 19 | 5  | 44 | 27 | 61 |
| 7.   | Brescia Calcio       | 38 | 14 | 14 | 10 | 44 | 33 | 56 |
| 8.   | FC Treviso           | 38 | 14 | 14 | 10 | 52 | 42 | 56 |
| 9.   | SSC Neapol           | 38 | 12 | 15 | 11 | 41 | 38 | 51 |
| 10.  | US Ravenna           | 38 | 13 | 12 | 13 | 47 | 51 | 51 |
| 11.  | AC ChievoVerona      | 38 | 11 | 15 | 12 | 37 | 40 | 48 |
| 12.  | Janov CFC            | 38 | 10 | 16 | 12 | 53 | 53 | 46 |
| 13.  | AC Cesena            | 38 | 10 | 15 | 13 | 37 | 41 | 45 |
| 14.  | Ternana Calcio       | 38 | 10 | 15 | 13 | 39 | 50 | 45 |
| 15.  | Calcio Monza         | 38 | 10 | 15 | 13 | 32 | 38 | 45 |
| 16.  | Cosenza Calcio 1914  | 38 | 11 | 10 | 17 | 41 | 53 | 43 |
| 17.  | AC Reggiana          | 38 | 9  | 14 | 15 | 40 | 49 | 41 |
| 18.  | AS Fidelis Andria    | 38 | 9  | 13 | 16 | 33 | 49 | 40 |
| 19.  | AS Lucchese Libertas | 38 | 8  | 13 | 17 | 35 | 45 | 37 |
| 20.  | US Cremonese         | 38 | 3  | 11 | 24 | 30 | 69 | 20 |

Poznámky
- Z = Odehrané zápasy; V = Vítězství; R = Remízy; P = Prohry; VG = Vstřelené góly; OG = Obdržené góly; B = Body
- za výhru 3 body, za remízu 1 bod, za prohru 0 bodů.

|  | Postup do Serie A 1999/00  |
|  | Sestup do Serie C1 1999/00 |

## Střelecká listina
| P. | Nár    | Hráč               | Tým                  | Branky |
| -- | ------ | ------------------ | -------------------- | ------ |
| 1. | Itálie | Marco Ferrante     | Turín Calcio         | 27     |
| 2. | Itálie | Dario Hübner       | Brescia Calcio       | 21     |
| 3. | Itálie | Nicola Caccia      | Atalanta BC          | 18     |
| 4. | Itálie | Massimo Margiotta  | AC Reggiana+US Lecce | 17     |
| 5. | Itálie | Cosimo Francioso   | Janov CFC            | 16     |
| 6. | Itálie | Fabio Artico       | Reggina Calcio       | 15     |
| 6. | Itálie | Massimo Borgobello | Ternana Calcio       | 15     |
| 6. | Itálie | Fabrizio Cammarata | Hellas Verona FC     | 15     |
| 9. | Itálie | Gianni Comandini   | AC Cesena            | 14     |
| 9. | Itálie | Tomaso Tatti       | Cosenza Calcio 1914  | 14     |